# 北良侯村造像
北良侯村造像，位于山西省长治市武乡县城西北70公里东良乡北良侯村中，是中华人民共和国山西省文物保护单位之一。
1965年5月24日，授予山西省文物保护单位，是一座石刻。